# Edmund Ironside
Edmund Ironside (k. 990 – 30 tháng 11 năm 1016; tiếng Anh cổ: Ēadmund, tiếng Latinh: Edmundus; đôi khi còn được gọi là Edmund II là vua Anh từ ngày 23 tháng 4 đến ngày 30 tháng 11 năm 1016.